# Терра Банк
ПАТ «ТЕРРА БАНК» (Київ) працює на банківському ринку України з 1996 р. і є правонаступником всіх прав та зобов'язань ЗАТ «Інвест-Кредит Банк» (Кривий Ріг). На сьогоднішній день по класифікациі Національного банку України ПАТ "ТЕРРА БАНК" входить в ІІІ групу банків і займає 53 місце в Україні за розміром активів із 176 діючих фінустанов. Учасник Фонду гарантування вкладів фізичних осіб.

## Історія банку
Банк був заснований в 1996 році під назвою ЗАТ «Інвест-Кредит Банк». 
В 2007 році банк був перейменований в ПАТ "ТЕРРА БАНК".

## Фінансові показники
Станом на 1.11.2012 активи банку становили 3,4 млрд гривень, статутний капітал — 557 млн гривень, регулятивний капітал — 623,9 млн гривень, фінансовий результат за 10 місяців 2012 року склав 1,6 млн гривень.
23 грудня 2014 року Національний банк України відкликав банківську ліцензію у Терра Банку й ухвалив рішення про його ліквідацію.
28 березня 2019 ліквідатор ПАТ "Терра Банк" подав документи для реєстрації припинення банку як юрособи в Єдиному держреєстрі юридичних осіб, фізичних осіб-підприємців та громадських формувань. 

## Рейтинги
- У жовтні 2012 р. Незалежне уповноважена Рейтингове агентство «IBI-Rating» підвищило кредитний рейтинг ПАТ «ТЕРРА БАНК» до рівня uaBBB + з прогнозом «стабільний».

ПАТ «ТЕРРА БАНК» став одним з переможців у номінації «Найбільш динамічний банк» в рамках щорічної премії UKRAINIAN BANKER AWARDS 2012, проведеної фінансово-економічним тижневиком «Інвестгазета».
- Згідно з дослідженням, яке проводив діловий тижневик "Експерт", ПАТ «ТЕРРА БАНК» увійшов до топ-30 банків України за темпами зростання активів і зайняв почесне 6 місце в даному рейтингу.

- «Перший Український Депозитний Індекс» (FUDI) представив оновлені дані по надійності і прибутковості банківських депозитів. Так, згідно зі шкалою індексів, депозитні програми для населення, пропоновані Терра Банком в гривні, отримали високу оцінку за прибутковість та привабливість.

- У листопаді 2012 р. "ТЕРРА БАНК" увійшов до рейтингу найбільш успішних банків України, які протягом останніх 12 місяців досягли найкращих результатів за приростом активів, власного капіталу та рентабельності за версією порталу "Реальна економіка".